# 資材所要量計画
資材所要量計画（しざいしょようりょうけいかく）とは工場などで使われる生産管理手法の一つ。
MRP (material requirements planning)とも呼ばれる。
資材管理で生産を計画する手法のこと。その概念を発展させて、資材以外の人員、設備など製造に必要なすべての資源を管理する仕組みをMRP2という。さらに、企業全体の在庫、決済、資産の管理を行うようにしたのがERP(企業資源計画)である。

## 目的
MRPシステムの目的は生産組織に必要とされるお金を減らすことである。
これは投資に対する組織リターンを増やし、製造をもっと利益があり魅力的な投資にさせる。
伝統的な生産組織は多くの資金が内部プロセスの在庫やパーツに費やされていた。それらは本来アセンブルし、販売される必要がある。MRPは計画と管理でこれらの資金を最小化するために使用される。

## しくみ
基本的な考え方はとてもシンプルである。販売あるいはマーケティンググループは将来どれだけの製品(商品)が販売されるか予測する。MRPソフトウェアは工場でのそれぞれの製品が組み立てられる時間を逆算する。そして、システムはエンジニアによって作成された資材表（部品表：BOM）を使い製品を組み立てるのに必要な部品のリストを展開する。部品は組み立て時間から逆算し、順次注文する。最後に上記の注文、組み立て、発送、支払いの各工程のキャッシュフローが計算される。
具体的には、例えば以下のそれぞれの工程の生産を管理することである。
インプット
MRPのインプットは独立需要品目の数量で出荷計画や販売計画から作成される。○○が▽▽月に△△個売れる、といった情報である。
部品展開
BOMを元に製品を部品に展開する。○○を作るには◎◎が☆☆個必要といった情報である。BOMとはBill of Materialsの略で部品表のことである。BOMには部品の量のほかにそれらの調達に必要な時間(リードタイム)や工数に関する情報が入っている。部品の価格や部品の組み方の情報もBOMに含ることがあり、目的に応じPBOM、MBOMなどがある。BOMの構築は、製造業における重要な管理点の一つである。
出庫量
部品表と販売計画量を掛け合わせ、どの部品が何時何個要るのかを最終工程から計算していく。それぞれの工程における資材の必要量がすなわち出庫量である。出庫量とは「倉庫から持ち出す量」という意味の用語である。
入庫量
入庫量とは「倉庫に入れる量」という意味の用語である。入庫量は前工程の完成品の量、もしくは外部から仕入れる材料の量である。
仕掛量
仕掛量(在庫量)は次の工程の材料のことで、仕掛量 = 入庫量 - 出庫量となる。仕掛量が0ないしマイナスになると次工程の生産ができない。仕掛量が設定した量以下にならないように入庫量を調整する生産管理のことをMRPと言う。仕掛量はそれぞれの工程能力に応じて決められる。仕掛量が少ないほど生産効率の高い工程とされる。
アウトプット
MRPの最終的なアウトプットは、生産計画と購買計画である。MRPによって最終的には原材料になるまで入庫量が計算される。MRPによってそれぞれの工程に○○を▽▽日に△△作れ、という生産計画が発行される。また、最終的な入庫量はすなわちサプライヤーへの材料の発注ということになる。これをまとめたものが購買計画となる。

## システム例
現在、MRPに関する業務は生産管理パッケージ、ERPソフトウェアというような名称でコンピュータ化されている。主に生産規模や利用する従業員数などによって大規模向け、中小・中堅規模向けに製品化されている。
また近年、生産スケジューラというジャンルでMRP機能を実装する製品も製造業を中心に広く利用されている。
導入実績の高い製品としては以下がある。
国産（大規模向け）
- RPiCS：リードレックス
- GLovia：富士通
- MCFrame：東洋ビジネスエンジニアリング
- EXPLANNER：NEC
- ALPHASE：キヤノンITソリューションズ
- Microsoft Dynamics AX：マイクロソフト
- WebSky：日立製作所

国産（中小・中堅規模向け）
- TenSuite:日立情報システムズ
- TPiCS：ティーピクス研究所
- 電脳工場：エクス

海外産
- SAP：ドイツ
- Infor : アメリカ
- JD Edwards : アメリカ

生産スケジューラ
- PlanWizard：ウィザードシステム研究所
- Joyscheduler：ジェイティ エンジニアリング
- SynPla：日立東日本ソリューションズ
- Preactor：Preactor International